# 110P/Хартли
Комета Хартли 3 (110P/Hartley) — короткопериодическая комета из семейства Юпитера, которая была обнаружена 19 февраля 1988 года американским астрономом Malcolm Hartley (англ.) в обсерватории Сайдинг-Спринг. Он описал её как диффузный объект 16,5 m звёздной величины и с хвостом, простирающимся на 10 ' угловых минут к северо-западу. Комета обладает довольно коротким периодом обращения вокруг Солнца — чуть более 6,8 года.

Орбита кометы Хартли 3 и её положение в Солнечной системе

## История наблюдений
Чуть позже, 23 февраля Кэролин и Юджин Шумейкеры с помощью 0,46-метрового телескопа Шмидта в Паломарской обсерватории, обнаружили комету на фотопластине, выставленной 19 февраля, причём даже на несколько часов раньше, чем это сделал Хартли. Использую позиции кометы, полученные в период с 19 по 25 февраля, Дэниел Грин вычислил первую эллиптическую орбиту. После всех уточнений оказалось, что комета прошла перигелий 14 июля 1987 года на расстоянии 2,45 а. е. и имела период обращения 6,83 года.
Восстановить комету удалось 23 июня 1993 года американскому астроному Джеймсу Скотти с помощью 0,91-метрового телескопа обсерватории Китт-Пик. На тот момент она имела общую магнитуду 19,5 m при яркости ядра 22,1 m, кому — диаметром 10 " угловых секунд и хвост, простирающийся на 0,54 ' угловых минуты к западу. Текущие координаты указывали на необходимость корректировки прогноза всего на +0,49 суток. В этот раз за кометой следили на протяжении 665 дней, вплоть до 19 апреля 1995 года.
В следующий раз комета была обнаружена за 1026 дней до перигелия — 30 мая 1998 года с помощью 3,6-метрового телескопа, когда она имела яркость всего 22,7 m. Максимальная яркость в это возвращение составила 13,0 m.
Интересно, что по мере приближения к Солнцу яркость кометы долгое время не увеличивается и лишь за два месяца до прохождения перигелия начинает быстро расти, но всё может измениться после 2035 года, из-за сближения с Юпитером, которое отодвинет перигелий дальше от Солнца.

## Сближения с планетами
В течение XX и XXI веков комета сближалась лишь три раза сближалась с Юпитером.
- 0,87 а. е. от Юпитера 5 августа 1984 года;
- 0,71 а. е. от Юпитера 13 марта 2032 года;
- 0,63 а. е. от Юпитера 29 мая 2091 года.